# Nikos Panayotópulos
Níkos Panayotópulos (grec: Νίκος Παναγιωτόπουλος), nascut a Mitilene el 6 de novembre de 1941 i va mort el 12 de gener de 2016 a Atenes d'una crisi cardíaca, va ser un guionista i director de cinema grec.

## Biografia
Nikos Panayotópulos va estudiar cinema a París, on va viure des de 1960 fins a 1973. No va tornar a Grècia fins a la caiguda de la dictadura dels coronels.
Níkos Panayotópulos va ser el primer director de fotografia dels més grans directors grecs : Ado Kyrou, Pantelis Vulgaris, Nikos Perakis o Alexis Damianós.

## Filmografia

### Guionista
- 1974 : Ta Chromata tis iridos
- 1978 : Oi Tembelides tis eforis koiladas
- 1980 : Melodrama?
- 1985 : Varieté
- 1987 : I Gynaika pou evlepe ta oneira
- 1993 : Oneirevomai tous filous mou
- 1996 : Apontes
- 1997 : O Ergenis
- 1998 : O Adelfos mou kai Ego
- 1999 : Afti i nihta meni
- 2001 : Beautiful People
- 2002 : Kourastika na skotono tous agapitikous sou
- 2003 : O Vasilias de Nikos Grammatikos
- 2004 : Delivery
- 2005 : Agrypnia
- 2006 : Pethainontas stin Athina
- 2007 : Ores koinis isixias

### Director
- 1974 : Ta Chromata tis iridos
- 1978 : Oi Tembelides tis eforis koiladas
- 1979 : Taxidi tou melitos
- 1980 : Melodrama ?
- 1981 : I apenanti
- 1985 : Varieté
- 1987 : I Gynaika pou evlepe ta oneira
- 1993 : Oneirevomai tous filous mou
- 1997 : O Ergenis
- 1999 : Afti i nihta meni
- 2001 : Beautiful People
- 2002 : Kourastika na skotono tous agapitikous sou
- 2004 : Devery
- 2006 : Pethainontas stin Athina
- 2010 : Les Arbres fruitiers d'Athènes.
- 2015 : La Fille de Rembrandt